# 青森空港
青森空港（あおもりくうこう、英: Aomori Airport）は、青森県青森市にある地方管理空港である。なお、本項では、旧空港開港以前の航空事案についても記述する。

## 概要
青森市中心部から南方に約10キロメートル（バスで約35分）の標高198メートルの山腹に位置する、本州最北端の空港である。
1964年（昭和39年）11月5日開港。当時のターミナルビルは現在の滑走路東端に位置しており、滑走路は10/28方向であった。しかし八甲田山系に位置し雪深いことから当初は5月から10月末までの夏季のみしか運用を行えず、標高200mの山上に位置し「空母に着艦するよう」と評され圧迫感があるとして不評が相次ぎ平内町や上磯海岸への移転が県議会で提案されていた。

### 新空港計画の立地を巡る政略
中選挙区時代は非常に津軽選挙の色合いが濃く、権謀術数が絡む複雑な政略が展開されていた。「待ちの政治家」と評された竹内俊吉新知事は、青森空港の新空港建設にあたり、鶴田町と弘前市の境界地域への移転を予定していた。しかし、盟友の田沢吉郎（津島文治の娘婿）が旧浪岡町と青森市の境界地域にある旧空港周辺の大地主であったことから、俊吉の息子竹内黎一との選挙協力の観点で動けなかった。最終的に、新知事となった俊吉の側近北村正哉によって移転計画は撤回された。なお、新空港は旧空港に比べやや浪岡側に位置するため、工事計画ではできるだけ青森側に寄せるよう修正されている。
その後、浪岡町と青森市が合併して中核市へ移行した際、津軽選挙に由来する影響で浪岡町政が混乱し、怪文書も出回る事態となった。南部地方では三沢飛行場の民間機運航機能が一時期八戸飛行場に移転していたものの、青森県立三沢航空科学館の整備により固定化された。なお、北村正哉は三沢市の出身である。

通年運航やエアバス機（ワイドボディ機）の就航を前提とした新空港計画が検討され1979年には初代空港の南西に隣接する青森市・浪岡町付近への建設を決定、1987年（昭和62年）に新空港へ移転し現在の06/24方向の滑走路が設置された。平成に入ってからも何度かターミナルビルの増床や滑走路の延伸が実施されている。防災航空隊や県警の格納庫等は旧滑走路沿いに設置されており、ターミナルビルとはやや離れている。

### 新空港開港後
2005年（平成17年）6月7日には定期国際線の2路線が同時に就航10周年を迎えた。特にソウル・仁川便は韓国人スキーヤーの県内誘客に寄与している。
滑走路は06/24方向に3,000mで、滑走路24に計器着陸装置 (ILS) が設置されている。2007年（平成19年）3月15日にILSカテゴリーIIIaが運用開始され、濃霧による欠航は2006年度が89便あったが、導入後の2007年度は0便となり「濃霧に弱い空港」の汚名を返上した。また、国内空港の中でも屈指の雪の多さに悩まされているが、管理する青森県は2013年、作業スピードの早さから「日本一」との呼び声もある空港除雪隊を「ホワイトインパルス」と命名し、インターネットなどを活用してPRに力を入れている。

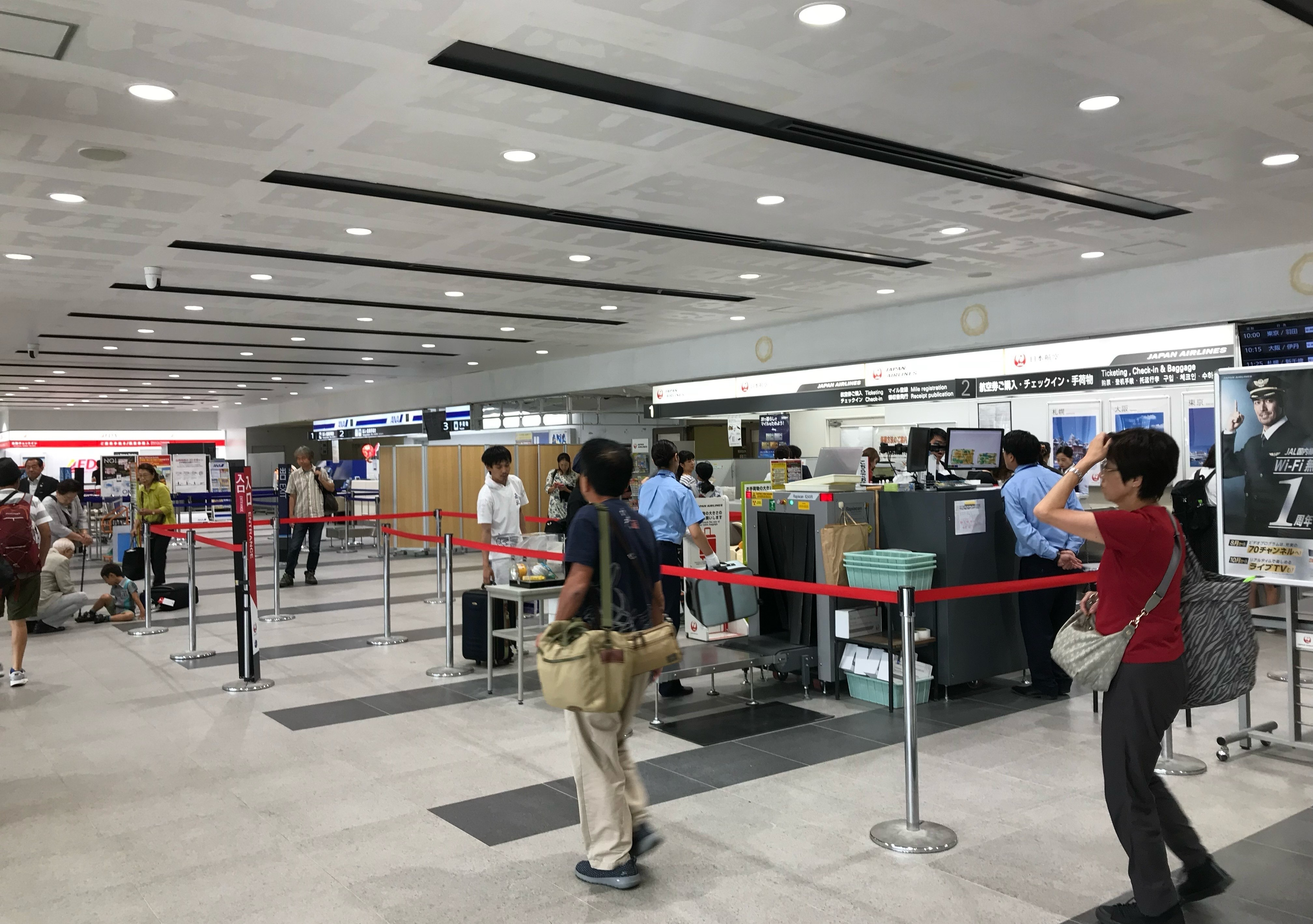
チェックインカウンター
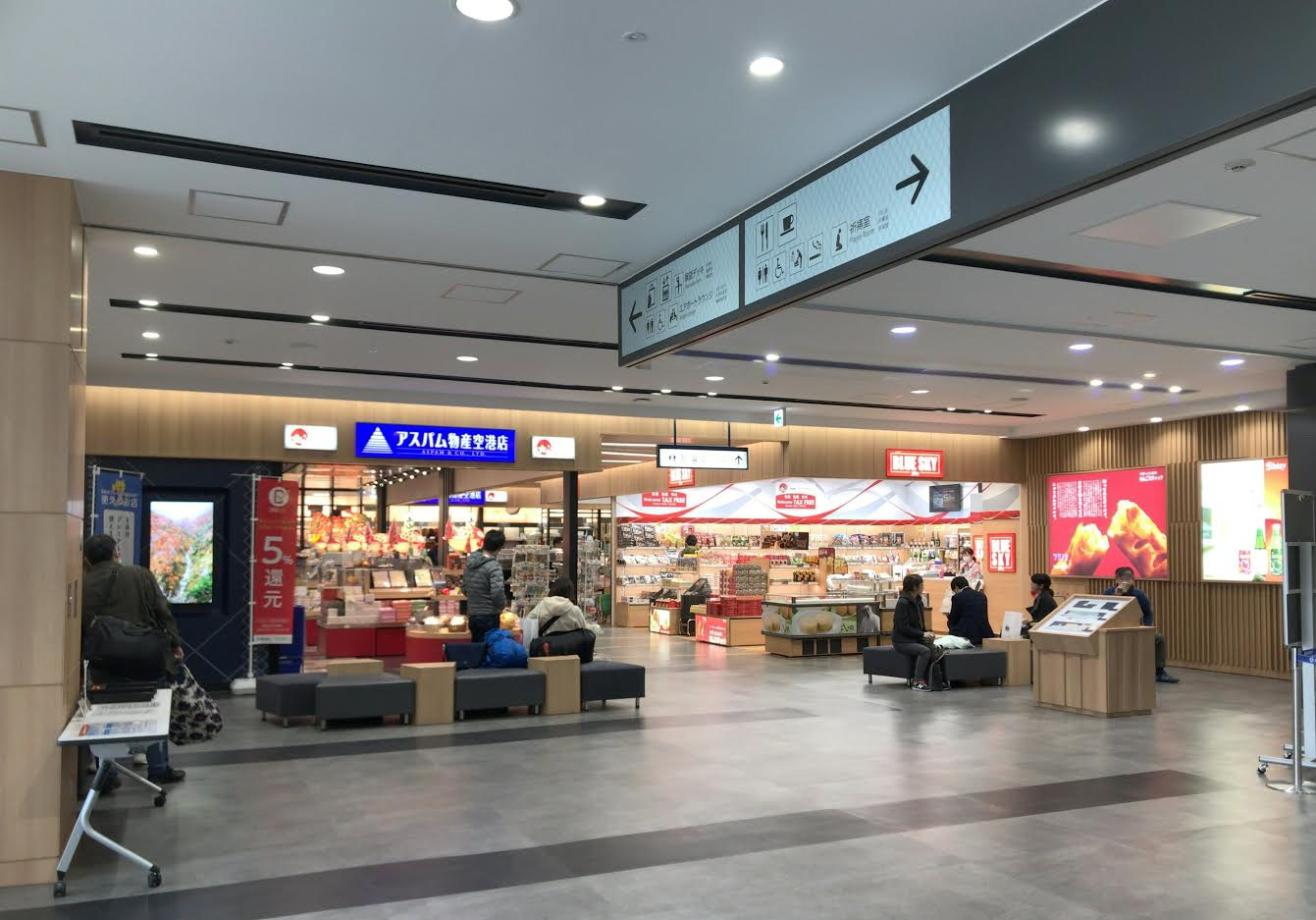
ショッピングエリア
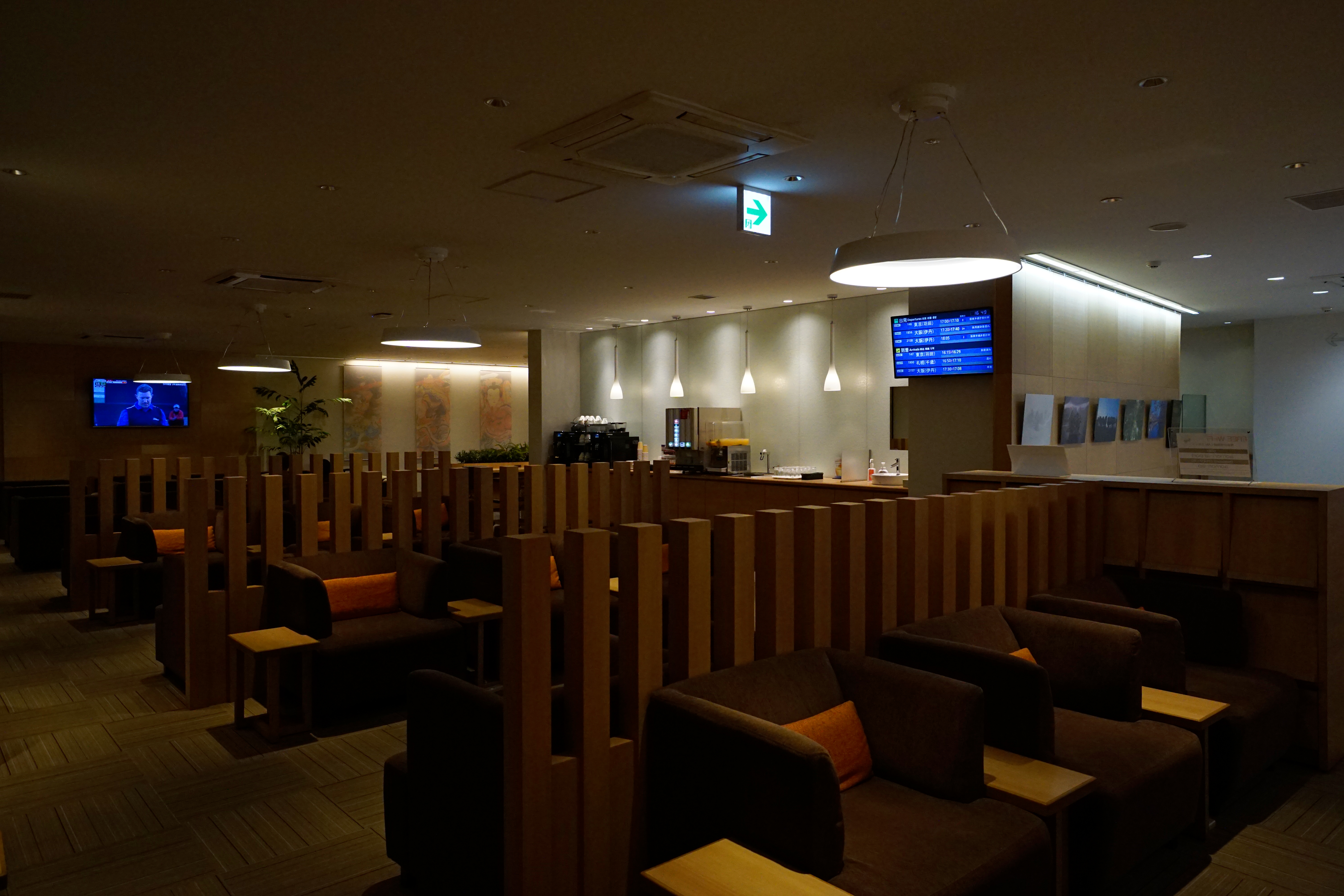
エアポートラウンジ
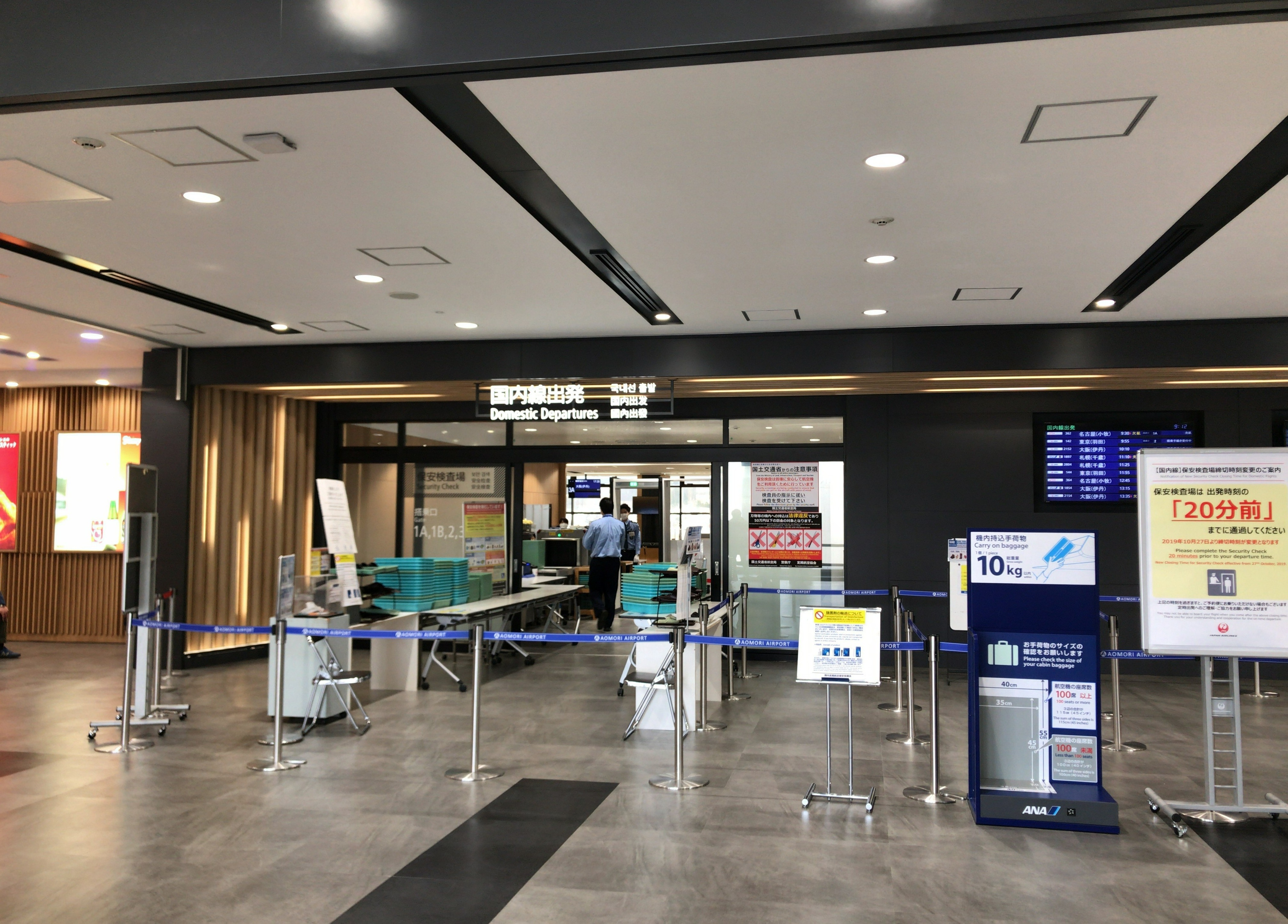
保安検査場入り口
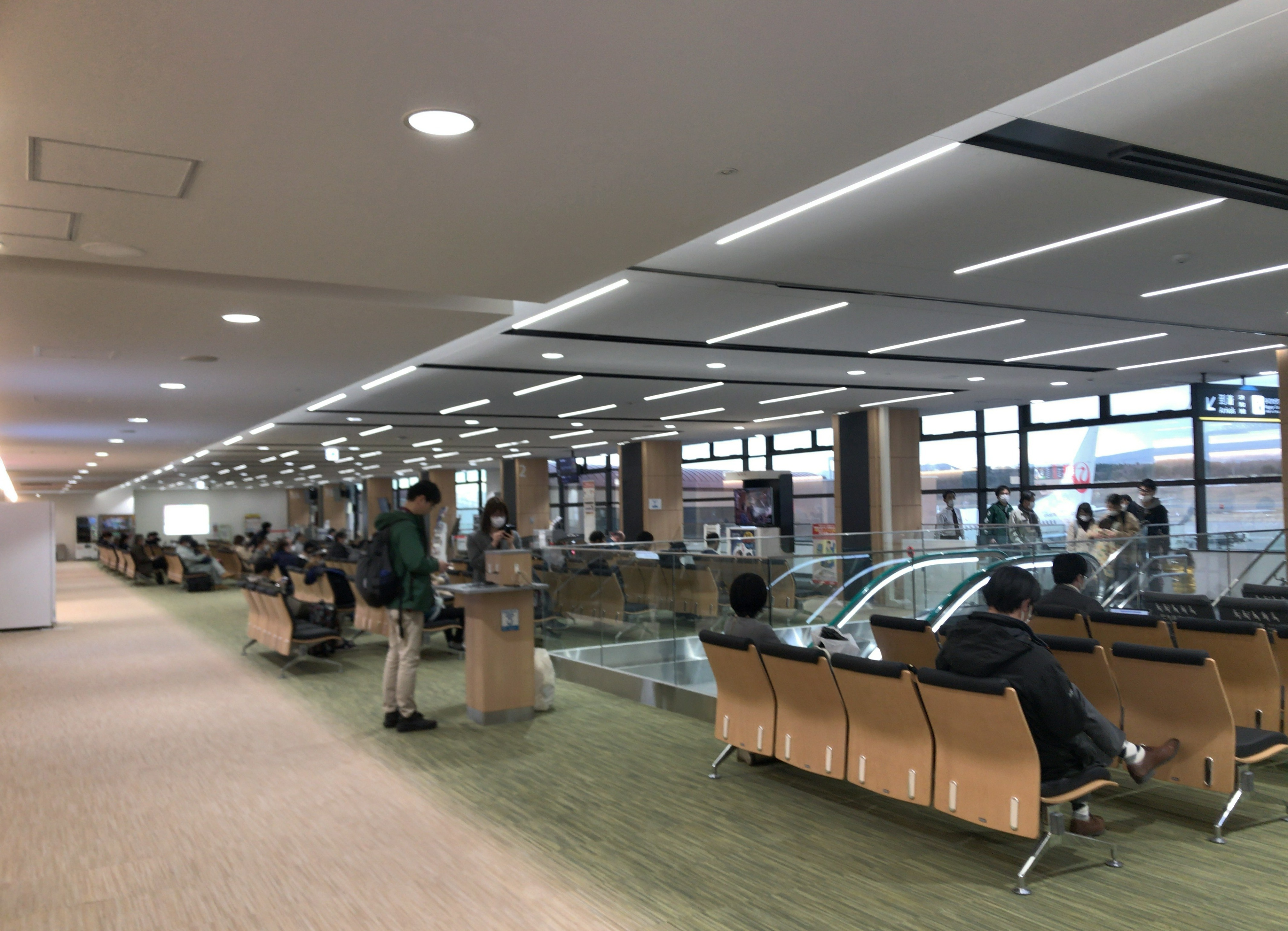
搭乗待合室
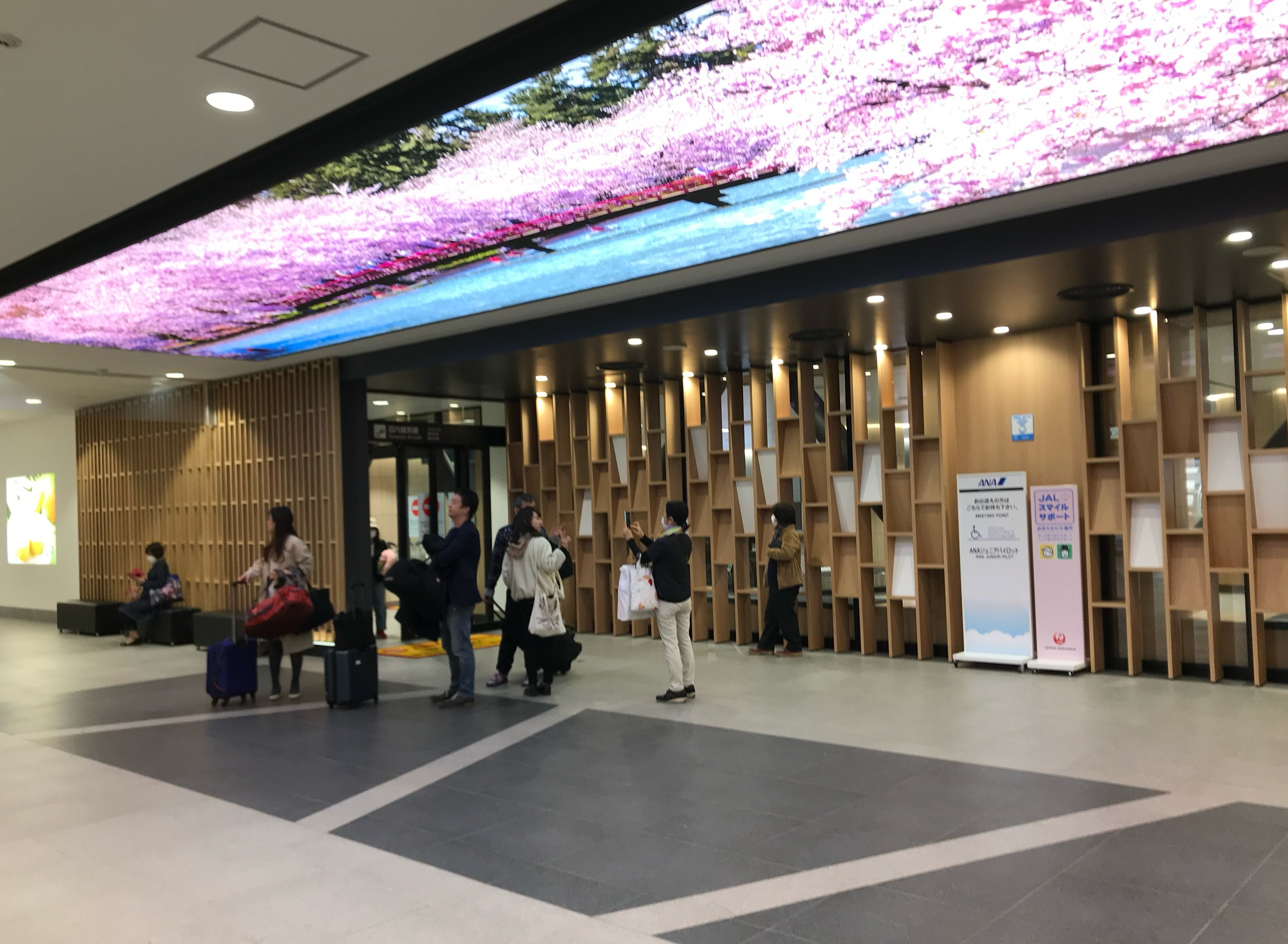
到着ロビー

## 統計

### 利用者数
元のウィキデータクエリを参照してください.
年間利用客は、1998年（平成10年）から2002年（平成14年）は150万人以上あり、東北地方では仙台空港に次ぐ利用者数がある空港であったが、2002年12月に東北新幹線が八戸駅まで延伸されたことで、利用客が新幹線に転移し2008年（平成20年）度は年間利用客が1,131,513人 に減少し、秋田空港に次ぐ3位となった（ミニ新幹線である秋田新幹線は所要時間が長く、秋田空港では青森空港ほど新幹線への転移が起こらなかった）。さらに2010年12月、東北新幹線が新青森駅まで延伸後、新幹線の速達化で新青森－東京間が最速2時間台で結ばれるようになると、さらに利用者が新幹線に転移し、年間利用者が80万人台で推移するなど、一時、減少が続いていた。2013年（平成25年）度は、国内826,196人、国際34,749人。
しかし、2014年（平成26年）7月からの大阪、札幌便のダブルトラック化で、利用客数は、大阪便は前年同月の2.1倍の18,146人、札幌便は、1.5倍の12,548人と、利用客が大きく増えた。2015年（平成27年）度には年間利用客が1,010,552人と再び100万人を超え、2018年（平成30年）度には国際線の好調も相まって1,196,270人まで増加するなど、新型コロナウイルス感染拡大前の2019年（令和元年）度まで年間利用客110万人台で推移していた。
その後も2023年（令和5年）度に、青森−大阪（伊丹）、札幌（新千歳）を運航する全日本空輸（ANA）において、両路線とも搭乗客数が新型コロナウイルス感染拡大前の2019年（令和元年）度を上回り、過去最多を記録するなど、好調が続いている。2023年（令和5年）度、コロナ禍で落ち込んでいた年間利用客は1,160,836人にまで回復した。
国際線においても好調で、新型コロナウイルス感染拡大収束後、2024年（令和6年）1月に再開した大韓航空青森－ソウル（仁川）線の国際定期便にて、再開した1月20日から3月末までの利用者数が6,525人、利用率は71.2％となるなど順調な滑り出しとなっている。また、2019年（令和元年）度に約23,000人の搭乗者数を記録し好調だった、エバー航空青森－台北（桃園）線の国際定期便も2024年（令和6年）10月29日に再開された。初日の搭乗率は、台北からの便と青森からの便のいずれも95%を超えた。
以下に1995年度以降の定期便乗降客数（国内線と国際線の合計）を示す。マウスポインタを棒グラフに合わせると、該当年度の数値がポップアップする。

## 沿革

### 旧空港開港以前
- 1937年（昭和12年）4月1日 - 定期航空便運行開始（東京 - 仙台 - 青森 - 札幌間）[22][注釈 2]

### 旧空港

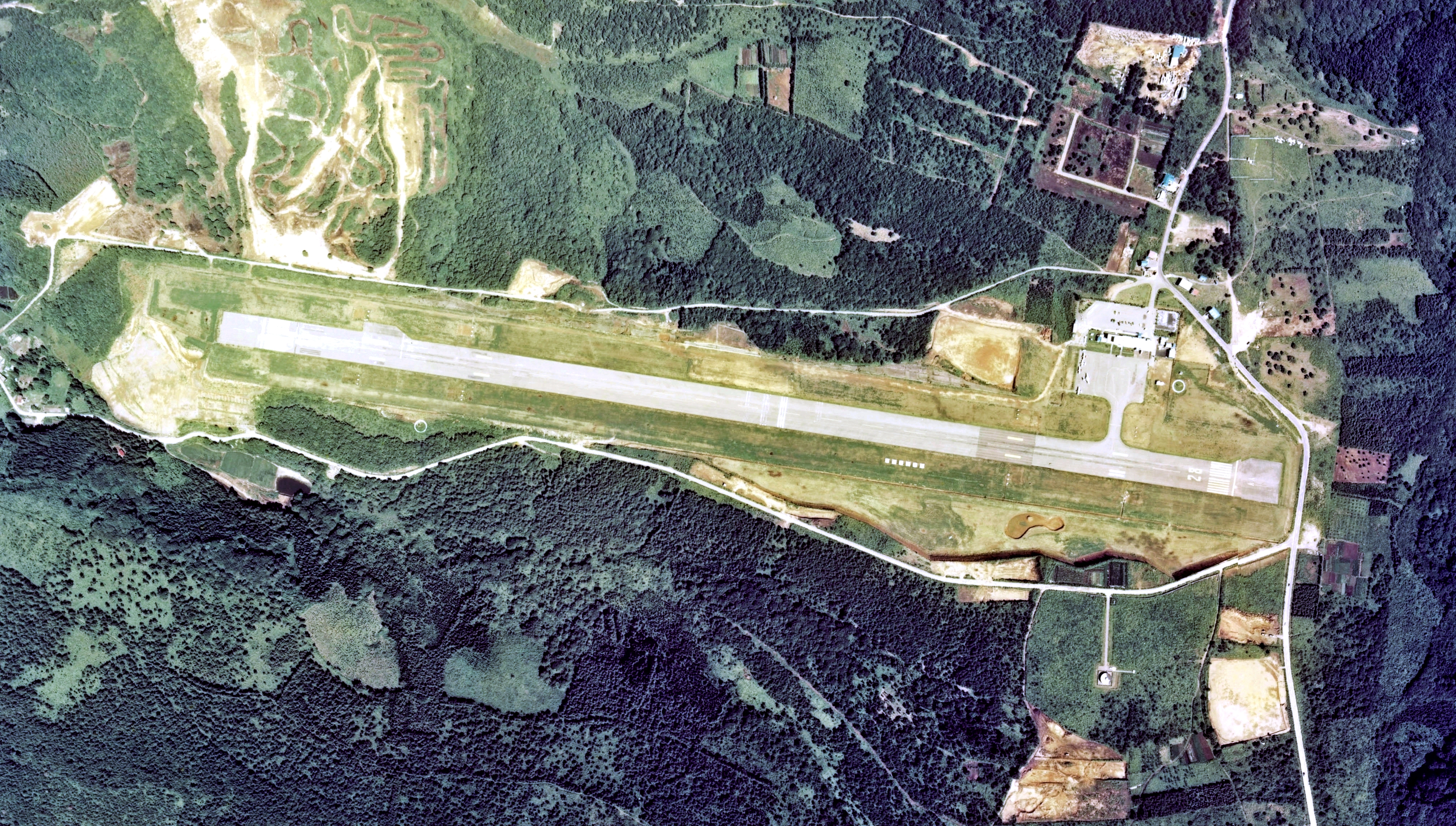
青森空港旧滑走路の空中写真（1975年）
滑走路延長は1,400メートル、方向は10/28であった。
。同年撮影の2枚を合成作成。

- 1962年（昭和37年） -  設置許可。
- 1964年（昭和39年）
  - 8月 - 完成[24]。
  - 11月5日 - 施設の供用を開始する[1]（滑走路 - 1,200m×30m）。YS-11用エプロン2バースが設置される。
- 1965年（昭和40年）6月1日 - 初の定期便として[25]、日本国内航空（現・日本航空）の東京（羽田）線が就航[26]。開設時の機材はYS-11[25]。
- 1967年（昭和42年） - 改修工事計画を開始、滑走路1,500mへの延伸やエプロン拡張・夜間照明設置を計画した[2]。
- 1971年（昭和46年） - 滑走路を1,350mに延伸する。
- 1972年（昭和47年） - 滑走路を45mに拡幅する。
- 1973年（昭和48年） - 滑走路を1,400mに延伸する。
- 1974年（昭和49年） - 空港ターミナルビルを増築する。
- 1978年（昭和53年） - 空港ターミナルビルを増築する。
- 1981年（昭和56年） - 通年運航を開始[27]。
- 1987年（昭和62年） - 新空港への移転に伴い廃止する。

### 新空港

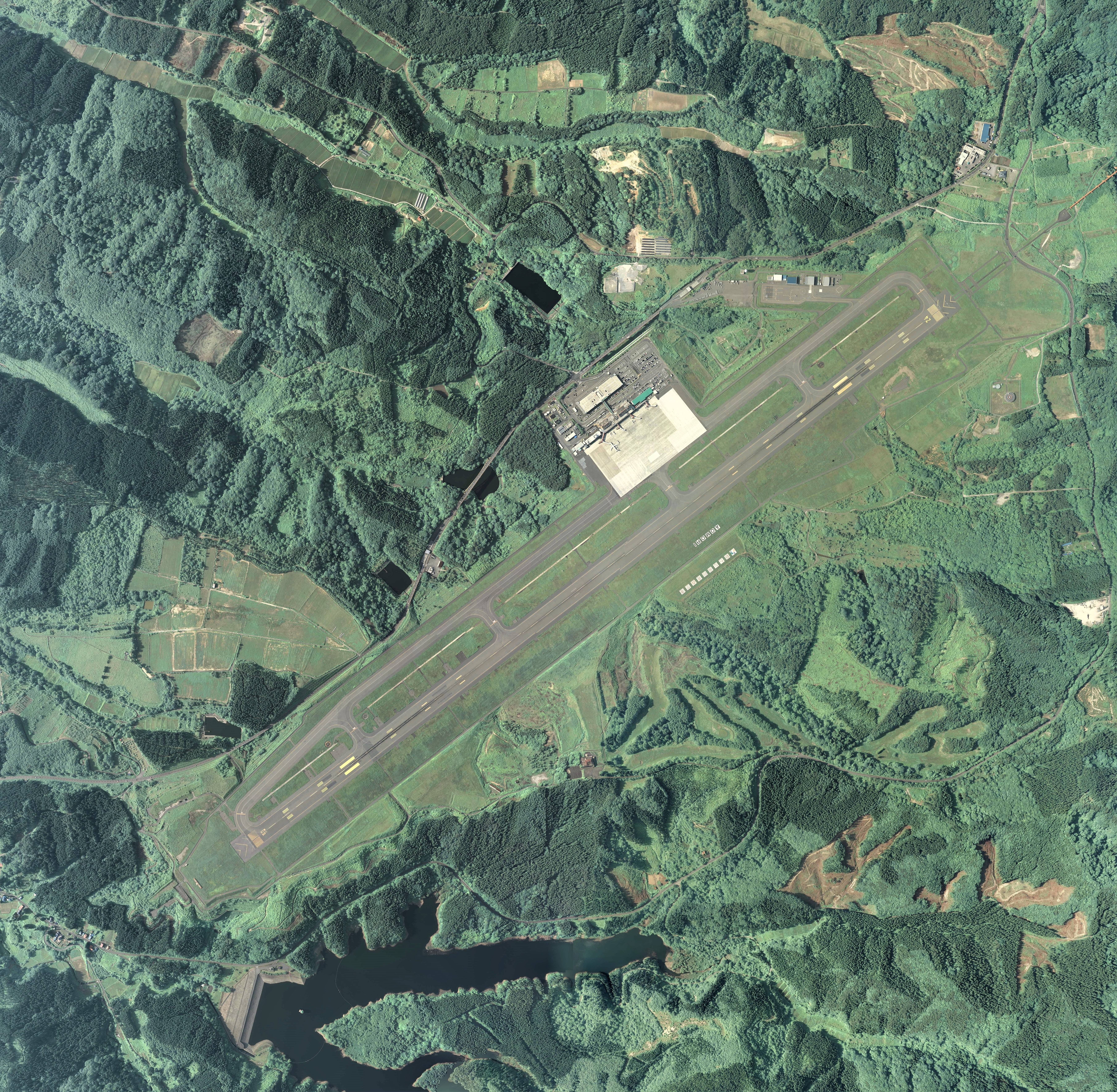
2017年撮影の青森空港の空中写真。
滑走路延長は3,000メートル、方向は06/24。
。2017年撮影の12枚を合成作成。

- 1979年（昭和54年）8月 - 新空港の建設地を決定する[注釈 3]。
- 1982年（昭和57年）10月14日 - 新空港工事着工[29]。
- 1985年（昭和60年）4月1日 - 青森空港ビル株式会社を設立する[30]。
- 1987年（昭和62年）
  - 7月19日 - 旧空港より新空港移転第一期の供用を開始する（滑走路 - 2,000m×60m・暫定開港）[31]。これにより、中型ジェット機の発着が可能となる。同日、青森空港有料道路の供用が開始される。
  - 7月30日 : ILSの供用を開始する。
- 1989年（平成元年）7月21日 - この日をもって、青森空港発着便におけるYS11型機での運航が終了（最終便は大阪発青森11時25分着の便と折り返しの青森11時50分発大阪行の便）[32]。
- 1990年（平成2年）7月27日 - 全面供用を開始する（滑走路長は2,500m）。平行誘導路およびエプロン5バースが設置される。
- 1992年（平成4年）
  - 7月18日 - 日本エアシステムが名古屋（小牧）線を就航[33]。
  - 10月1日 - 空港ターミナルビルを増築し、国際線対応設備を設ける[34]。
- 1993年（平成5年）4月 - 動植物の検疫の特定飛行場の指定を受けた事から、動植物の携帯品の持ち込みが可能になった[35]。
- 1995年（平成7年）
  - 4月2日 - 大韓航空がソウル（金浦）線を就航[36]。
  - 4月5日 - ダリアビア航空がハバロフスク線を就航[34]。
  - 12月 - 旅客ターミナルビル（国内線）の増築（10,655㎡）が完成する。
- 1997年（平成9年）11月16日 - 駐車場が有料化となり、同時に収容台数が540台から750台に拡大[37]
- 1998年（平成10年）11月 - エアーニッポンが仙台線を運航開始する（約1年で廃止）[38]。同時期には、日本エアシステムの沖縄（那覇）線（季節運航）も就航[38]。
- 2003年（平成15年）
  - 4月 - 全日本空輸が撤退する。なお、同社の航路は同月以降、スカイマークエアラインズが運航したが同年11月末日をもって撤退する。
  - 10月 - 航空管制官による管制業務開始。（以前までは航空管制運航情報官が配置されるレディオ空港として運用されていた。）
- 2005年（平成17年）
  - 4月 - 滑走路長を3,000mに延伸する。立体駐車場が完成する。
  - 3月 - 旅客ターミナルビル国際線施設増改築工事が完成し、供用を開始する。
- 2006年（平成18年） - 立体駐車場と空港ターミナルを結ぶ連絡通路が完成する。
- 2007年（平成19年）
  - 3月15日 - ILSカテゴリーIIIaの運用を開始する。
  - 10月 - 福岡線の運航を休止する。
- 2010年（平成22年）10月 - 名古屋（中部）線の運航を休止する。
- 2011年（平成23年）7月2日 - フジドリームエアラインズが名古屋（小牧）線の運航を開始する。
- 2012年（平成24年）
  - 3月25日 - 運用時間が22時までに延長される。
  - 7月26日 - ILSをカテゴリーIIIaからIIIbに向上する[39]。
- 2014年（平成26年）7月1日 - 全日本空輸が大阪（伊丹）線、札幌（新千歳）線の運航を開始[40]。全日本空輸が11年ぶりに青森へ乗り入れた。
- 2015年（平成27年）4月1日 - 有料ラウンジの「エアポートラウンジ」が改装。日本航空との共有ラウンジとしてサービス開始。
- 2019年（令和元年）
  - 6月28日 - 旅客ターミナルビル2Fに、青森空港初のフードコート「フォレストダイニング」がオープン。
  - 7月17日 - エバー航空が台北（桃園）線を就航[41]。
  - 7月29日 - ターミナルビルリニューアル工事が完了し、記念式典が行われた[42]。
- 2020年（令和2年）3月29日 - フジドリームエアラインが神戸線を就航[43]。
- 2024年（令和6年）
  - 1月20日 - 大韓航空がソウル（仁川）線を再開[18]。
  - 4月18日 - ターミナル空域管制（白神進入管制区）が導入される[44]。
  - 6月3日 - 航空自衛隊第3航空団所属のF-35A2機が緊急着陸した。1機の油圧系統に不具合が表示されたため着陸し、後に随伴機も安全確認のため着陸。パイロットおよび機体は無事であったが、滑走路が18分間閉鎖された影響で、民間機3便に遅延が生じた[45]。
  - 10月29日 - エバー航空が台北（桃園）線を再開[20]。

空港ターミナルビルは地上3階建てのものが滑走路北側に1棟あり、ボーディングブリッジは5基を備える。運営および物販などを目的とする「青森空港ビル株式会社」が運営しており、株主には自治体や航空会社・金融機関のほか、電力会社・陸運業者および地元メディアが名を連ねている。
- 1階 - 航空会社カウンター、到着ロビー（国内線・国際線）、税関検査場、団体有料待合室、売店、コンビニ自販機、レンタカー
- 2階 - 出発ロビー、搭乗待合室（国内線・国際線）、出国審査場、入国審査場、有料待合室「エアポートラウンジ」、売店、飲食
- 3階 - 送迎デッキ（無料）

## 路線

### 国内線
| 航空会社                       | 就航地                            |
| ------------------------------ | --------------------------------- |
| 日本航空 (JAL)                 | 札幌/新千歳、東京/羽田、大阪/伊丹 |
| 全日本空輸 (ANA)               | 札幌/新千歳、大阪/伊丹            |
| フジドリームエアラインズ (FDA) | 名古屋/小牧 、大阪/神戸           |

東京線にはエアバスA300-600R（旅客定員290名）が就航していたが、2011年2月をもって運用が終了し、翌月から比較的小型の機材に変更された。しかし、同年3月11日に発生した東日本大震災で東北新幹線が全線不通となったことに伴う輸送力増強（機材変更）のため、同年5月31日までの間、MD-90（旅客定員150名）に代わり再び運用に就いた。
| 行き先       | 旅客数    | 国内線順位 |
| ------------ | --------- | ---------- |
| 東京国際空港 | 542,226人 | 上位48位   |

### 国際線
| 航空会社        | 就航地      |
| --------------- | ----------- |
| 大韓航空 (KE)   | ソウル/仁川 |
| エバー航空 (BR) | 台北/桃園   |

新型コロナウイルス感染拡大により、両路線とも一時運休していたが、ソウル（仁川）線は2024年（令和6年）1月20日に再開し、台北（桃園）線は同年10月29日に再開した。2025年1月現在、両便とも週3回での運航を続けている。

### かつて就航していた定期航路・航空会社
- 国内線

| 航空会社           | 就航地                                          |
| ------------------ | ----------------------------------------------- |
| 日本航空 (JAL)     | 名古屋/小牧、名古屋/中部、大阪/関西、福岡、那覇 |
| 全日本空輸 (ANA)   | 仙台、東京/羽田、名古屋/小牧、広島              |
| スカイマーク (SKY) | 東京/羽田                                       |

2004年夏期には、JALグループの臨時増便で日本エアコミューターも就航していた。
- 国際線

| 航空会社            | 就航地           |
| ------------------- | ---------------- |
| ダリアビア航空 (H8) | ハバロフスク空港 |

かつてはダリアビア航空 (KHV) がロシア・ハバロフスク空港へ就航していた。しかし、運航するダリアビア航空が財務状況悪化のため、2008年9月20日をもって全便の運航を停止。通年運航の新潟空港便はウラジオストク航空が引き継いだが、夏期季節運航の当空港便は2009年度夏期スケジュールに運航予定がない ほか、以降も運航されてない。

## 交通
当空港は、青森市街（青森市役所）から約13km、約30分、弘前市街（弘前市役所）から約30km、約50分の位置にある。県庁所在地の市街地まで距離が、東北地方で最も近い空港となっている。
- 青森空港と青森市街（青森市役所）が約13km
- 秋田空港と秋田市街（秋田市役所）が約20km
- 花巻空港と盛岡市街（盛岡市役所）が約40km
- 仙台空港と仙台市街（仙台市役所）が約23km
- 山形空港と山形市街（山形市役所）が約23km
- 福島空港と福島市街（福島市役所）が約77km
- 福島空港と郡山市街（郡山市役所）が約25km

### 路線バス
本数・所要時間・料金等の詳細は、該当項目や公式サイトを参照。
- ジェイアールバス東北
  - 青森空港線 青森駅発着便
- 弘南バス
  - 弘前バスターミナル発着便（弘前駅・藤崎舟場角・浪岡経由:担当は弘前営業所）
  - 青森駅 - 浪岡駅便（青森空港経由・2013年10月1日に青森市営バスから「バス社会運行実験バス」移行により弘南バスへ委託・社会運行実験バス移行に伴い、1日3往復に減便。担当は黒石営業所）

### タクシー
青森空港のターミナル到着ロビーにタクシー乗り場があり、青森市内、新青森駅、青森駅にアクセスすることができる。